# Szykoń madej
Szykoń madej (Molops piceus) – gatunek chrząszcza z rodziny biegaczowatych i podrodziny dzierowatych.

## Taksonomia
Gatunek ten opisany został po raz pierwszy w 1790 roku przez Gustafa von Paykulla pod nazwą Carabus madidus. Niezależnie został opisany w 1792 roku przez Johana Christiana Fabriciusa pod nazwą Carabus terricola oraz w 1793 roku przez Georga W.F. Panzera pod nazwą Scarites piceus i to ten ostatni epitet uznaje się za ważny.
W obrębie tego gatunku wyróżnia się 9 podgatunków:
- Molops piceus anatolicus Mlynář, 1977
- Molops piceus balcanicus Mlynář, 1977
- Molops piceus bulgaricus Mařan, 1938
- Molops piceus byzantinus Apfelbeck, 1902
- Molops piceus mehadiemis Müller, 1918
- Molops piceus orthogonius Chaudoir, 1868
- Molops piceus osogovensis Guéorguiev, 1997
- Molops piceus piceus Panzer, 1793
- Molops piceus salyensis Jeannel, 1942
- Molops piceus tridentinus Müller, 1918

Autorzy niewyróżniający Molops austriacus w randze odrębnego gatunku, włączają również w skład omawianego taksonu trzy kolejne podgatunki:
- Molops piceus austriacus Ganglbauer, 1889
- Molops piceus longulus Müller, 1918
- Molops piceus mostarensis Apfelbeck, 1904

## Morfologia
Chrząszcz o ciele długości od 9 do 14 mm. Ubarwienie ma lśniąco czarne do smoliście brunatnego, zazwyczaj z brązowoczerwonymi, rzadko z czarnymi czułkami, głaszczkami i odnóżami. Szeroka, u samca tak szeroka jak podstawa pokryw głowa dysponuje masywnymi żuwaczkami, u samca o regularnie łukowato zakrzywionych krawędziach zewnętrznych. Boczne krawędzie nadustka są równomiernie ponad nasadami czułków zakrzywione i bardziej niż u M. ovipennis spłaszczone. Przedplecze jest słabiej niż u M. ovipennis poprzeczne, silniej niż u M. striolatus ku tyłowi zwężone, o krawędzi tylnej węższej niż krawędź przednia, a krawędziach bocznych wyraźnie przed dużymi, niemal prostokątnymi kątami tylnymi zafalowanych, bardziej niż u M. striolatus wypukłych. Pokrywy mają bardziej niż u M. ovipennis wypukłe w zarysie krawędzie boczne, międzyrzędy ósmy i dziewiąty pośrodku niezwężone mocno i razem tak szerokie jak siódmy, a wierzchołki ścięte u samca i zafalowane przed szwem u samicy. Skrzydła tylnej pary są uwstecznione. Genitalia samca cechują się płatem środkowym edeagusa o nieco zakrzywionym, szerszym i krótszym niż u M. austriacus wierzchołku.

## Ekologia i występowanie
Owad rozmieszczony od nizin po góry, przy czym na wyżynach i w górach częsty, natomiast na nizinach zwykle rzadki. Zasiedla cieniste lasy, gdzie bytuje w ściółce, butwiejących pniakach, pod kłodami i kamieniami. Zarówno larwy, jak i postacie dorosłe są drapieżnikami polującymi na bezkręgowce. Samice wykazują troskę rodzicielską o potomstwo, strzegąc  jaj aż do wylęgu larw.
Gatunek palearktyczny. Podgatunek nominatywny znany jest z Francji, Belgii, Holandii, Niemiec, Szwajcarii, Liechtensteinu, Austrii, Włoch, Polski, Czech, Słowacji, Węgier, Ukrainy, Mołdawii, Chorwacji oraz Bośni i Hercegowiny. M. p. tridentinus stwierdzony został we Włoszech i Słowenii. M. p. mehadiensis i M. p. orthogonius są endemitami Rumunii. M. p. balcanicus podawany jest z Bośni i Hercegowiny, Serbii, Czarnogóry, Albanii i Macedonii Północnej. M. p. bulgaricus i M. p. osogovensis notowane są z Macedonii Północnej i Bułgarii. M. p. byzanticus znany jest z Bułgarii i Turcji. M. p. anatolicus jest endemitem anatolijskiej części Turcji.